# Alliantie voor Leerkrachten in Suriname
De Alliantie voor Leerkrachten in Suriname (ALS) is een Surinaamse vakbond voor de belangenbehartiging van leerkrachten.
De ALS werd op 6 mei 2016 in Theater Unique geproclameerd uit onvrede met het beleid van voorzitter Marcelino Nerkust van de Federatie van Organisaties van Leerkrachten (FOLS). De oprichting gebeurde door onder meer een aantal bestuurders van de Bond van Leraren (BvL), onder wie Wilgo Valies, de BvL-voorzitter op dat moment. Tijdens de proclamatie werd als doel uitgesproken om de BvL uiteindelijk op te laten gaan in de ALS.
In het oprichtingsbestuur zaten naar Valies als voorzitter, Helia Wangsarana als ondervoorzitter, Shaireen Ramadin als secretaris-generaal, Reshma Mangre als secretaris, Unise Kartonadi als eerste penningmeester en Sharita Bhugwa als tweede penningmeester, met als overige bestuursleden Rabin Balessar, Winesh Imansoeradi en Radjinder Ramnath.
Op 8 januari 2019 droeg Valies het voorzitterschap na 29 jaren als vakbondsleider over aan Reshma Mangre, zowel van de ALS als van de BvL.
Nadat Mangre in maart 2020 haar kandidatuur voor de VHP tijdens de verkiezingen van 2020 bekendmaakte, ontstond er een felle bestuurscrisis. Mangre kondigde aan niet op te stappen voordat de bestuursverkiezingen van augustus 2020 zijn gehouden.